# Harzrundfahrt 1949
Die Harzrundfahrt 1949 war die 21. Austragung der traditionsreichen Harzrundfahrt. Die Radsportveranstaltung fand als Eintagesrennen am 14. August mit Start und Ziel in Magdeburg statt. Die Strecke war 206 Kilometer lang.

## Rennverlauf
Geplant war das Rennen über 172 Kilometer von Magdeburg nach Quedlinburg und zurück. Durch Bauarbeiten verlängerte sich die Distanz auf 206 Kilometer. Rund 110 Radrennfahrer aus allen Besatzungszonen waren am Start. In Halberstadt waren die Vorgaben der B-Klasse und C-Klasse aufgeholt worden und elf Fahrer bildeten die Spitze. Nach dem der Anstieg zum Ziegenkopf überquert war, fuhren Lipfert, Gaede, Hey und Dietrich einen Ausreißversuch. Auf der Aschenbahn des Sportstadions in Magdeburg gewann Dietrich den Zielsprint klar.

## Ergebnis
| Platz | Fahrer           | Ort        | Zeit (h) |
| ----- | ---------------- | ---------- | -------- |
| 01.   | Walter Dietrich  | Leipzig    | 5:21:53  |
| 02.   | Karl-Heinz Hey   | Mühlhausen | gl. Zeit |
| 03.   | Bernhard Lipfert | Magdeburg  | gl. Zeit |
| 04.   | Rudi Kirchhoff   | Berlin     | 5:40:09  |
| 05.   | Riemann          | Magdeburg  | 5:44:37  |
| 06.   | Arndt            | Magdeburg  | gl. Zeit |
| 0 …   |                  |            |          |